# Christophe Gallier

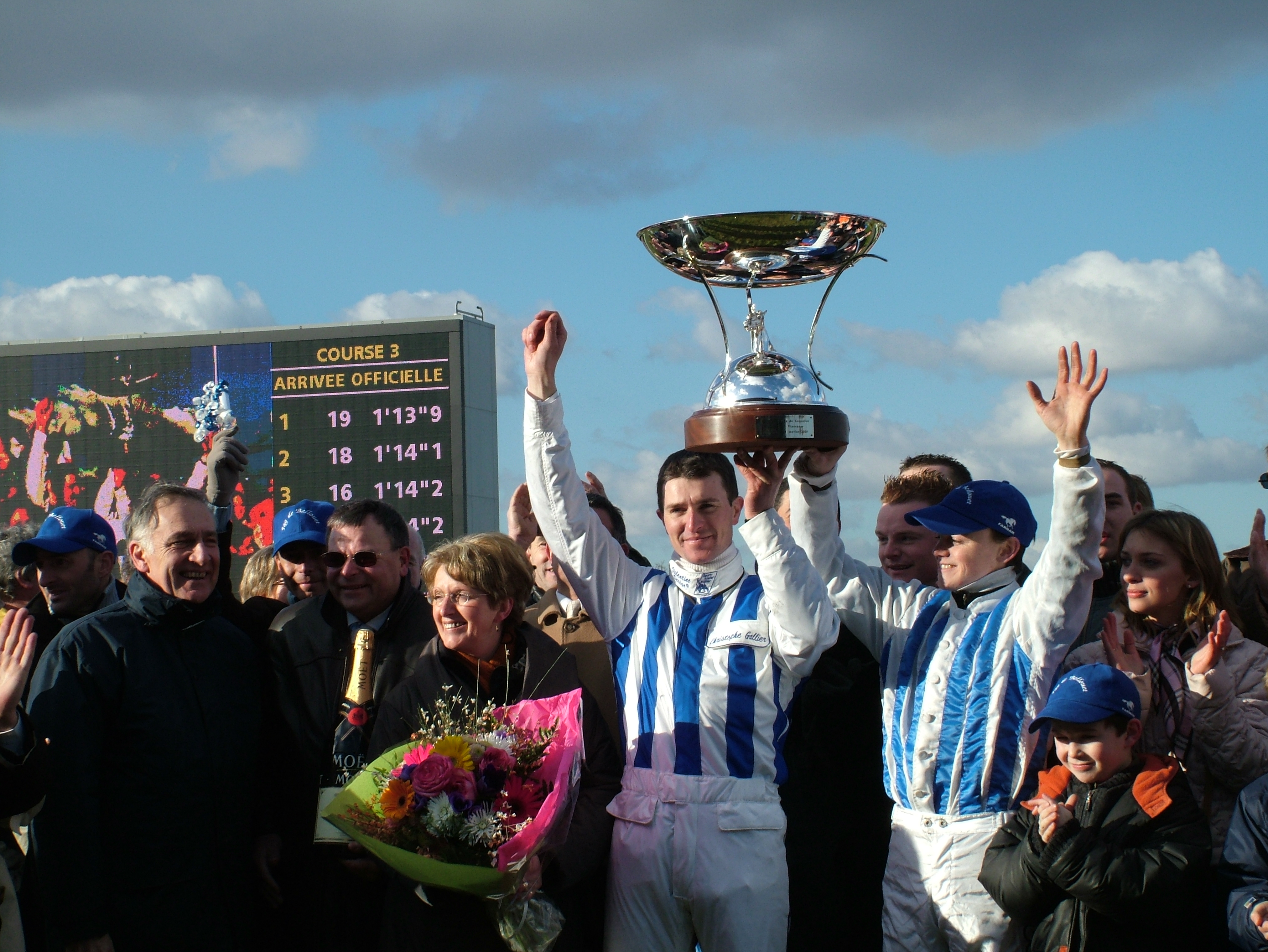
Gallier och Matthieu Abrivard efter segern i Prix de Cornulier 2005.

Christophe Gallier, född 4 december 1975, är en fransk travtränare och travkusk. Han driver sin egen tränarrörelse i Le Loreur i Manche.

## Karriär
Gallier är mest känd för att ha tränat den franska stjärnhästen Jag de Bellouet, som han tog ett flertal större segrar med, bland annat i Prix d'Amérique 2005. 

### Dopningsskandalen 2006
Efter att ha segrat med Jag de Bellouet i Prix d'Amérique 2005 ställde ekipaget upp även året efter, då planen var att vinna två år i rad. Jag de Bellouet var först i mål i Prix d'Amérique, men fråndömdes senare segern efter att dopningsprov tagits. Segern gick istället till Gigant Neo, tränad av svensken Stefan Melander, och körd av Dominik Locqueneux.
Jag de Bellouet hade två år i rad blivit inbjuden till Elitloppet, men då tackat nej. 2006 tackade han ja till inbjudan, och var det stora dragplåstret för det årets upplaga av Elitloppet. I sitt försöksheat slutade Jag de Bellouet på andra plats, och kvalificerade sig till finalheatet somma dag. I finalen var denne först i mål, på nya rekordtiden 1.09,4. Dopningstest gjordes efter loppet och efter några veckor kom det fram att hästen varit dopad vid segern. Ämnet diklofenak som är inflammationsdämpande och smärtstillande hade hittats i kroppen. Han fråntogs båda placeringarna och prispengarna från finalheatet förlorades. Segern gick istället till Björn Goop och Conny Nobell, då tvåan i mål, Lets Go, tränad av Holger Ehlert, även varit dopad. Båda dopade hästarna förlorade sina placeringar i både kval och finalheat. Även prispengarna från finalen förlorades, men eftersom det inte togs något dopingprov efter kvalheatet fick de behålla de prispengarna.
Gallier dömdes senare till 100 000 kronor i böter av Svenska travsportens centralförbund. Gallier skyllde då på att han inte fått tillräcklig information angående det svenska dopningsreglementet inför Elitloppet, och att han därför borde få ett lindrigare straff. Ansvarsnämnden ansåg att det var Galliers skyldighet att känna till dopningsreglementet.

## Större segrar i urval

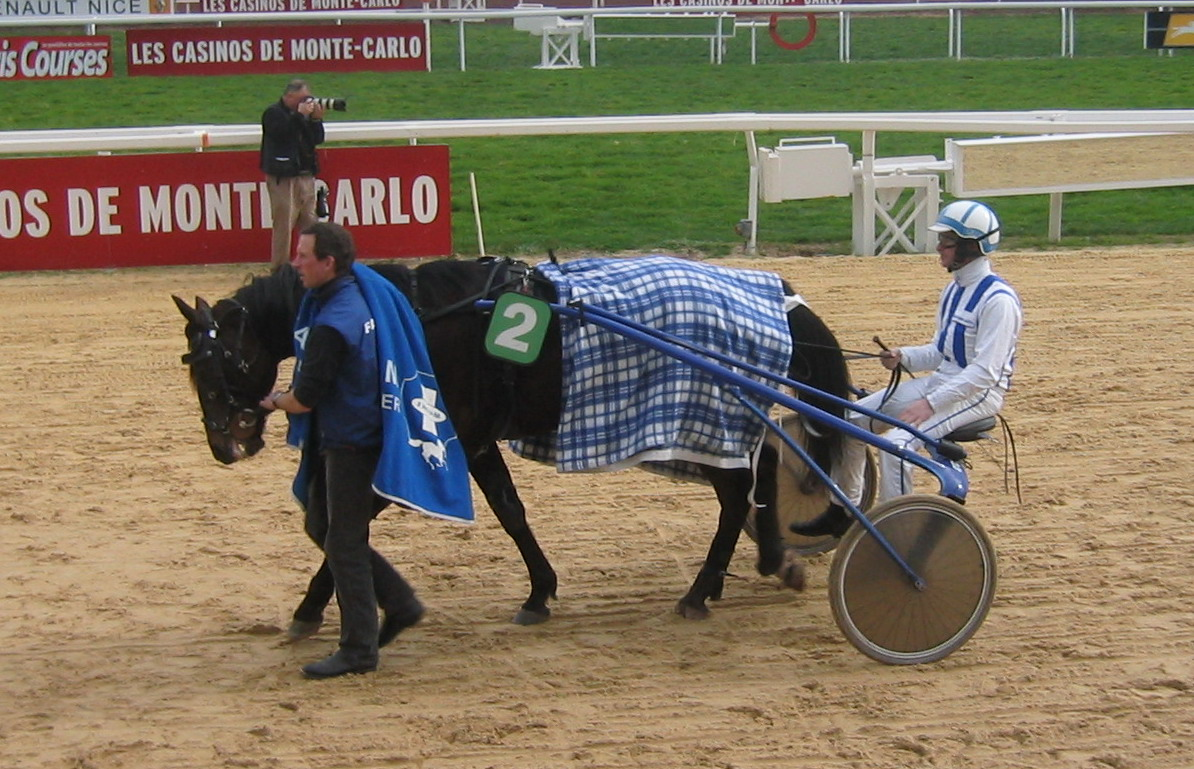
Opus Viervil och Christophe Gallier i Grand Critérium de Vitesse.

| År   | Lopp                 | Häst            | Kusk/Ryttare       | Tränare            | Grupp   |
| ---- | -------------------- | --------------- | ------------------ | ------------------ | ------- |
| 2001 | Prix Ariste-Hémard   | Jag de Bellouet | Christophe Gallier | Christophe Gallier | -       |
| 2003 | Prix des Cévennes    | Jag de Bellouet | Christophe Gallier | Christophe Gallier | -       |
| 2004 | Prix de Paris        | Jag de Bellouet | Christophe Gallier | Christophe Gallier | Grupp 1 |
| 2004 | Prix de Cornulier    | Jag de Bellouet | Matthieu Abrivard  | Christophe Gallier | Grupp 1 |
| 2004 | Prix de l'Atlantique | Jag de Bellouet | Christophe Gallier | Christophe Gallier | Grupp 1 |
| 2004 | Prix René Ballière   | Jag de Bellouet | Christophe Gallier | Christophe Gallier | Grupp 1 |
| 2004 | Prix de Bretagne     | Jag de Bellouet | Christophe Gallier | Christophe Gallier | Grupp 2 |
| 2004 | Prix du Bourbonnais  | Jag de Bellouet | Christophe Gallier | Christophe Gallier | Grupp 2 |
| 2005 | Prix d'Amérique      | Jag de Bellouet | Christophe Gallier | Christophe Gallier | Grupp 1 |
| 2005 | Prix de Cornulier    | Jag de Bellouet | Matthieu Abrivard  | Christophe Gallier | Grupp 1 |
| 2005 | Prix de l'Atlantique | Jag de Bellouet | Christophe Gallier | Christophe Gallier | Grupp 1 |
| 2005 | Prix de Washington   | Jag de Bellouet | Christophe Gallier | Christophe Gallier | Grupp 2 |
| 2005 | Prix René Ballière   | Jag de Bellouet | Christophe Gallier | Christophe Gallier | Grupp 1 |
| 2005 | Prix de Bourgogne    | Jag de Bellouet | Christophe Gallier | Christophe Gallier | Grupp 2 |
| 2006 | Prix de France       | Jag de Bellouet | Christophe Gallier | Christophe Gallier | Grupp 1 |
| 2006 | Prix de Cornulier    | Jag de Bellouet | Matthieu Abrivard  | Christophe Gallier | Grupp 1 |
| 2006 | Prix de l'Atlantique | Jag de Bellouet | Christophe Gallier | Christophe Gallier | Grupp 1 |
| 2006 | Prix de Washington   | Jag de Bellouet | Christophe Gallier | Christophe Gallier | Grupp 2 |
| 2006 | Prix Kerjacques      | Jag de Bellouet | Christophe Gallier | Christophe Gallier | Grupp 2 |
| 2006 | Kymi Grand Prix      | Jag de Bellouet | Christophe Gallier | Christophe Gallier | Grupp 1 |
| 2007 | Prix de Croix        | Opus Viervil    | Christophe Gallier | Christophe Gallier | Grupp 2 |
| 2007 | Prix Albert Demarcq  | Opus Viervil    | Christophe Gallier | Christophe Gallier | Grupp 2 |